# Gip nel televisore e altre storie in orbita
Gip nel televisore e altre storie in orbita è una raccolta di racconti di fantascienza per ragazzi del 1967 dell'autore italiano Gianni Rodari.
La raccolta racchiude il racconto lungo Gip nel televisore, pubblicato autonomamente nel 1962, e le altre storie in orbita, che furono pubblicate sul Corriere dei Piccoli  prima di essere raccolte in volume.

## Racconti contenuti

### Gip nel televisore
Giampiero Binda, detto Gip, è un bambino milanese teledipendente che un giorno viene risucchiato nel televisore senza poterne uscire, tramutato in un segnale elettronico. Suo padre, che ha letto di un caso simile, prova a liberarlo piazzando il televisore del vicino davanti al suo e sperando che Gip si libri nell'aria fluttuando per raggiungere l'altro televisore e che in quel momento, spegnendo entrambi gli apparecchi, sia possibile riportarlo nel mondo reale. Sfortunatamente però non è abbastanza veloce e Gip continua la sua scorribanda nell'etere, comparendo non solo nelle trasmissioni televisive ma anche nelle riprese di telecamere a circuito chiuso (come quelle di una biblioteca pubblica a Darmstadt, nella Germania Occidentale) e di apparecchiature mediche (come una per la gastroscopia in Svezia) e scientifiche (come lo schermo collegato a un telescopio in Inghilterra).
Finalmente uno scienziato giapponese suggerisce un modo per restituire Gip alla sua famiglia e ad una vita normale: bisognerà che tutti i televisori della Terra ricevano lo stesso segnale nello stesso momento. A questo scopo vengono lanciati in orbita tre satelliti artificiali: l'italiano Garibaldi I, il sovietico Galileo Galilei e lo statunitense Gip. L'esperimento ha successo e il bambino, che si è rimaterializzato nella capsula spaziale del Garibaldi I, può atterrare a Roma nelle vicinanze del Colosseo, dove suo padre e le autorità lo aspettano.

### I Karpiani e la Torre di Pisa
Un gruppo di alieni del pianeta Karpa atterra in Piazza dei Miracoli a Pisa per prelevare, dopo averla miniaturizzata, la Torre pendente, che costituisce il primo premio di un loro concorso. Il venditore di souvenir Carletto Palladino chiede allora ai Karpiani, a titolo di risarcimento, che ingrandiscano fino alle dimensioni della vera torre uno dei suoi modellini di gesso, in modo che a Pisa rimanga almeno un simulacro del monumento. Questi accettano di buon grado, eseguono l'operazione e se ne vanno, senza accorgersi che in realtà l'astuto venditore ha scambiato di nascosto la torre rimpicciolita con uno dei suoi modellini e che, quindi, gli alieni hanno lasciato sulla Terra la vera torre.

### Delfina al ballo
Delfina è una povera ragazza che lavora nella lavanderia della zia a Modena. Quando la zia, assieme al marito e alle figlie, va al ballo per l'insediamento del nuovo presidente della Repubblica di Venere, Delfina prende in prestito il vestito di una cliente e si nasconde in un'astronave, diretta anch'essa su Venere, per partecipare all'evento mondano. Qui danza con un bellissimo giovane che le regala un anello con una pietra di un verde splendente come il colore dei suoi occhi; a mezzanotte però Delfina deve tassativamente tornare sull'astronave. Il giovane, che era nientemeno che il neoeletto presidente venusiano, si mette a cercarla sulla Terra e la identifica tra lo stupore generale. I due convolano a nozze; dopo la scadenza del mandato, l'ex presidente torna al suo lavoro di benzinaio, mentre Delfina apre una lavanderia su Venere.

### Il robot che voleva dormire
Nel 2222 è comune l'uso di robot per effettuare i lavori domestici e per accudire i bambini. Uno di questi robot, Caterino, incuriosito dal ciclo sonno-veglia degli esseri umani, che i robot non hanno, cerca in tutti i modi di sperimentarlo, e dopo numerosi tentativi riesce ad addormentarsi. In questo è imitato da altri robot, cosa che provoca una grande preoccupazione nell'opinione pubblica; alla fine la magistratura sancisce il diritto al riposo anche per gli automi.

### Tutto cominciò con un coccodrillo
Un giornalista, narratore della storia, riceve in casa la visita di un coccodrillo parlante e vestito come un uomo, che gli racconta di essere un alieno del pianeta Zerba, venuto sulla Terra come rappresentante di detersivi, e gli chiede aiuto per nascondersi dai suoi concorrenti, gli alieni del pianeta Morva. Questi, dall'aspetto di tacchini, entrano a loro volta in casa ma con loro stupore, anziché un coccodrillo, trovano nel bagno del giornalista un elefantino rosa; perplessi, se ne vanno. Lo zerbiano, fattosi di nuovo vivo, sostiene che il pachiderma (dileguatosi nel frattempo) fosse un agente del pianeta Zocca, travestito per celare il suo vero aspetto di leopardo.
Successivamente, gli imprenditori dei tre pianeti si consorziano per lanciare i propri prodotti sulla Terra, con pubblicità talmente invadenti da oscurare le stelle del firmamento.

### Il principe Gelato
Una specie di piccolissimi extraterrestri amanti delle temperature gelide trova rifugio nei frigoriferi di un condominio: essi desideravano stabilirsi al Polo Nord ma si sono fermati a causa di una bufera. Il signor Molteni, che per essere rimasto indietro col pagamento delle rate temeva di dover dire addio al suo amato frigorifero, vede nell'arrivo degli alieni una benedizione, tanto più che nel suo elettrodomestico è ospitato il loro capo, il Principe Gelato, dai poteri sovrumani. Quando, grazie ad una nevicata, gli alieni possono ripartire, il Principe Gelato consegna al Molteni un foglio vergato di suo pugno nel quale dichiara quel modello di frigorifero il migliore del mondo.

### Dieci chili di Luna
Il commendatore Zip propone al narratore della storia di entrare in un affare: per alcuni milioni di lire entreranno in possesso di dieci chilogrammi di terreno lunare che sono stati portati sulla Terra dalla prima spedizione umana; da questi il commendatore intende ricavare un gran numero di souvenir da far pagare profumatamente. Quando però i due s'incontrano col piazzista del materiale, questo viene riconosciuto dal narratore come un imbroglione seriale.

### Il mondo in un uovo
Un contadino di nome Omobono trova nel suo pollaio un uovo dallo strano colore verdolino; portatolo in casa per esaminarlo meglio, dopo aver bucato il guscio vede che ne escono in continuazione dei minuscoli omini che iniziano a costruire una città sul suo tavolo, crescendo continuamente in dimensioni. Grazie a microfoni e altoparlanti riesce a comunicare con loro e apprende che si tratta di alieni del pianeta Azim, che per sfuggire all'agonia del loro sole sono giunti sulla Terra miniaturizzati in un seme che è stato mangiato dalla gallina che ha fatto l'uovo, e che intendono stabilirsi in qualche zona disabitata in modo da non arrecar fastidio agli esseri umani. Omobono, dopo avere scoperto che pronunciando le parole "dentro nell'uovo" gli alieni con tutti i loro ammennicoli tornano istantaneamente nel guscio, si fa portavoce della loro causa con le autorità, che assegnano loro una parte del deserto del Sahara. Omobono però tiene per sé l'uovo, dove con le parole "magiche" fa sparire tutto ciò che non gli aggrada, come i cannoni o le zanzare.

### L'aeroplano sconosciuto
Un aeroplano non identificato atterra in un aeroporto, poco prima della mezzanotte del 31 dicembre, avendo finito il carburante. Ne scende un individuo senza documenti che dice di essere il Tempo; egli viene trattenuto per accertamenti ma dà una prova dei suoi poteri facendo fermare tutti gli orologi prima della mezzanotte. La maggioranza delle persone sono felici che il tempo si sia fermato perché ciò significa che non invecchieranno né moriranno più, ma presto ci si rende conto che gli svantaggi supereranno i benefici (i bambini non cresceranno, i malati non guariranno, non ci saranno nuovi raccolti perché i cicli del sole e delle stagioni sono stati fermati) e il Tempo viene lasciato ripartire.

### La casa volante
Il signor Pancrazio parte per le vacanze con i suoi famigliari a bordo della propria abitazione, modificata in modo da essere capace di volare. Il primo atterraggio viene effettuato in un paese di montagna: i bambini sono affascinati dallo strano velivolo, ma i genitori ne sono atterriti. La casa riparte e affronta una violenta tempesta, ma ne esce vittoriosa, volando sopra la coltre di nubi.

### Motti e Pacchetto

#### Il ritratto del commendator Cornelius
Motti, un ladro intelligente ed ingegnoso, con l'aiuto del fido collaboratore Pacchetto avvia un'attività di fotografo con una macchina di sua invenzione, capace di immortalare non solo l'aspetto ma anche il pensiero di chi viene fotografato: in questo modo i due riescono a compiere dei furti altrimenti impossibili, scoprendo combinazioni di casseforti e nascondigli segreti. 
Il commissario Geronimo e il suo assistente De Dominicis, che sospettano che vi sia lo zampino di Motti, fanno visita a Pacchetto e scoprono in casa sua, spacciata per il ritratto di uno zio, la fotografia del commendator Cornelius, vittima di un ingente furto, con la combinazione della sua cassaforte stampigliata sulla fronte.

#### Il disco stregato
La grande passione di Pacchetto per la musica leggera dà a Motti un'idea diabolica: quella di realizzare un disco che spinga i malcapitati ascoltatori a ballare senza sosta non ricordandosi più niente allorché la musica finisca. Grazie a quest'invenzione i due ripuliscono le tasche dei clienti di un negozio di dischi; tra la refurtiva c'è un fazzoletto annodato che contiene dei soldi, che Pacchetto immagina appartenere ad una vecchina che si trovava nel negozio, che magari desiderava acquistare un disco per il nipotino ammalato. Nel timore di creare dei problemi alla vecchina qualora decidessero di restituire solo il suo fazzoletto, i due decidono di riportare al negozio tutto il maltolto.

## Edizioni
- Gianni Rodari, Gip nel televisore e altre storie in orbita, collana Piccola Biblioteca dei ragazzi, illustrazioni di Giancarlo Carloni e Megi Pepeu, n. 12, Milano, Mursia, 1967.
- Gianni Rodari, Gip nel televisore e altre storie in orbita, collana Corticelli, n. 141, Milano, Mursia, 1975.
- Gianni Rodari, Gip nel televisore e altre storie in orbita, collana I tascabili per la scuola. Sez. Romanzi e racconti, note e materiale didattico a cura di Oreste Bertacchi, n. 17, Milano, Mursia, 1982.
- Gianni Rodari, Gip nel televisore e altre storie in orbita, collana Invito alla lettura. Sez. Letteratura giovanile, presentazione di Gianni Rodari, Milano, Mursia, 1991, ISBN 88-425-8240-9.
- Gianni Rodari, Gip nel televisore e altre storie in orbita, collana Tascabili Corticelli, Milano, Mursia, 1993, ISBN 88-425-1440-3.
- Gianni Rodari, Gip nel televisore e altre storie in orbita, illustrazioni di Donata Montanari, Milano, Mursia, 1993, ISBN 88-425-2797-1.
- Gianni Rodari, Gip nel televisore e altre storie in orbita, collana Storie e rime, illustrazioni di Pef, n. 275, San Dorligo della Valle, Einaudi ragazzi, 2006, ISBN 88-7926-557-1.
- Gianni Rodari, Gip nel televisore e altre storie in orbita, collana La biblioteca di Gianni Rodari, illustrazioni di Giulia Bracesco, n. 38, San Dorligo della Valle, Einaudi ragazzi, 2014, ISBN 88-6656-2130.
- Gianni Rodari, Gip nel televisore e altre storie in orbita, illustrazioni di Giulia Bracesco, edizione allegata al Corriere della Sera e La Gazzetta dello Sport, Milano, RCS, 2016.

### Edizioni delle singolestorie in orbita
- Gianni Rodari, Gip nel televisore. Favola in orbita, Milano, Mursia, 1962.
- Gianni Rodari, La casa volante, Milano, Mursia, 1990, ISBN 88-425-0550-1.
- Gianni Rodari, L'aeroplano sconosciuto, Milano, Mursia, 1990, ISBN 88-425-0659-1.
- Gianni Rodari, I karpiani e la torre di Pisa, Milano, Mursia, 1990. ISBN 88-425-0745-8.
- Gianni Rodari, Tutto cominciò con un coccodrillo, Milano, Mursia, 1991, ISBN 88-425-0910-8.
- Gianni Rodari, Il mondo in un uovo, Milano, Mursia, 1991, ISBN 88-425-1065-3.
- Gianni Rodari, Delfina al ballo, Milano, Mursia, 1991, ISBN 88-425-1085-8.
- Gianni Rodari, Il principe gelato, Milano, Mursia, 1992, ISBN 88-425-1322-9.
- Gianni Rodari, Dieci chili di luna, Milano, Mursia, 1993, ISBN 88-425-1449-7.